# Новгород-Северское Полесье
Новгород-Северское Полесье (укр. Новгород-Сіверське Полісся) — область Полесской физико-географической провинции, часть Украинского Полесья. Расположена на крайнем востоке Приднепровской низменности и на склоне Среднерусской возвышенности, в пределах Черниговской и Сумской областей Украины.
В геоструктурном отношении Новгород-Северское Полесье связано с юго-западным склоном Воронежского массива. Ландшафтные особенности обусловленны особенностями геолого-геоморфологических условий — распространением меловых отложений, выходящих во многих местах на поверхность, незначительной мощностью антропогеновых отложений, незначительной глубиной залегания грунтовых вод и более континентальным климатом (по сравнению с другими областями Полесья).
Среди ландшафтов преобладают моренно-водно-ледниковые. Фоновыми урочищами здесь есть плоские и слабоволнистые междуречья, сложенные маломощными песками с прослойками оглинених песков с дерново-слабоподзолистыми почвами.
Лесостепные ландшафты (занимают более 15 %) представлены здесь расчленёнными лесными равнинами, размещённые небольшими участками, преимущественно на правобережье Десны. Типичными здесь является сложные урочища свежих и сырых глубоких балок с крутыми склонами с грабово-дубовыми и кленовые-липовые-дубовыми лесами.
Пойменные местности (около 5 %) хорошо развиты в долине Десны, а также в районе её левобережных притоков; её используют в основном под сенокосы и пастбища. Распространены высокие волнистые, суженные поймы с дерновыми почвами под злаково-разнотравными лугами и низкие, плоские, расширенные поймы, составленные низменными торфяниками.
В пределах Новгород-Северское Полесья расположен заказник государственного значения «Великий Бор».